# Antonio Jordano
Antonio Jordano (nacido en Rijeka, Croacia, el 25 de febrero de 1999) es un baloncestista croata. Con 1,99 metros de estatura, juega en la posición de escolta, pudiendo igualmente desempeñarse como base. Actualmente pertenece a la plantilla del KK Zadar de la ABA Liga y la Liga Croata de Baloncesto.

## Trayectoria deportiva
Es internacional en todas las categorías inferiores de la selección croata.
Formado en las categorías inferiores del KK Cedevita Zagreb, debutó en 2016 en la liga croata con apenas 17 años. Considerado uno de los jóvenes talentos más prometedores de su país, continuó unido al Cedevita hasta la temporada 2018/19, promediando 9.5 puntos y 1.7 rebotes en la competición doméstica y alcanzando en dicha temporada el subcampeonato de la misma. 
En la temporada 2019-20 se incorpora al KK Vrijednosnice Osijek, con el que disputa 20 partidos logrando medias de 18.9 puntos, 3.4 rebotes, 3 asistencias y 1.7 recuperaciones, además de un 42% de acierto en tiros de tres puntos, siendo elegido Mejor Jugador Joven de la liga croata e incluido en el Quinteto Ideal de la competición.
El 6 de enero de 2021, firma por el KK Zadar para disputar la ABA Liga y la Liga Croata de Baloncesto.